# Tatort: Zielscheibe
Zielscheibe ist der Titel der insgesamt 13. Tatort-Folge mit Kriminalhauptkommissar Max Palu (Jochen Senf). Die 481. Tatort-Folge wurde am 14. Oktober 2001 im Ersten erstmals ausgestrahlt. Es geht um den Tod einer Fernsehmoderatorin und die Medienhetze ihrer Fernsehsendung gegen mutmaßliche Straftäter.

## Handlung
In einem heruntergekommenen Hotel wird ein Unschuldiger von einem Sondereinsatzkommando der Polizei erschossen. Der Portier war sich sicher, in dem Mann den vom Internationalen Kriegsverbrechertribunal in Den Haag gesuchten Serben Ante Besic erkannt zu haben. Dieser wird von der täglichen Fahndungssendung Zielscheibe gesucht. Deren Moderatorin Petra Odetzki präsentiert die Sendung sehr emotional und reißerisch, so dass sie die Zuschauer regelrecht zur Verbrecherjagd aufhetzt. Palu, der Besic seit vielen Jahren kennt, wurde vor Jahren Zeuge, wie dieser vier Menschen in seinem Lokal in Notwehr erschoss. Nunmehr hat Besic wegen der laufenden Fahndung aufgrund seiner Vergangenheit im Jugoslawienkrieg Geiseln in der Nähe des Saarbrücker Bahnhofs genommen. Palu geht ins Gebäude und redet mit Besic, während vor der Tür Odetzki mit ihrem Kamerateam wartet und der Festnahme entgegenfiebert. Besic gibt schließlich auf, Palu sagt ihm im Gegenzug zu, seine Familie vor der Hatz von Petra Odetzki zu schützen. Besic soll nach Den Haag ausgeliefert werden, kann aber nach einer noch anstehenden Zahn-OP von alten Kameraden befreit werden. Petra Odetzki gibt sich in ihrer Sendung empört und hetzt ihre Zuschauer auch gegen Besics Familie. Besic meldet sich telefonisch bei Palu und ermahnt diesen, Odetzki zu stoppen, sonst tue er es. 
Odetzkis Ehemann Tom, der Produzent ihrer Sendung, informiert Petra darüber, dass Besic sie bedrohe und fordere, dass die Hetze gegen seine Familie eingestellt werde. Am selben Abend wird Petra Odetzki in ihrem Haus von einem Unbekannten mit mehreren Schüssen getötet. Als Palu am Tatort erscheint, belagert bereits die Presse Odetzkis Haus. Tom Odetzki ist sich sicher, dass Besic hinter der Tat steckt, und schwört Rache. Die Produktionsassistentin Annette, die Petra Odetzki nach Hause gefahren hatte, sagt aus, Besic vor dem Haus erkannt zu haben. Sie habe sein Gesicht zwar nicht gesehen, aber im Nachhinein könne sie sich an seine Jacke erinnern. Tom Odetzki kündigt vor Petras Fans an, die Sendung fortführen und Besic, welcher der Mörder seiner Frau sei, stellen zu wollen. Deininger befragt die Mitarbeiter der Redaktion der Sendung Zielscheibe, diese sagen aus, nach der Sendung noch zwei Stunden weitergearbeitet zu haben, wie immer. Besic befindet sich unterdessen in einer serbisch-orthodoxen Kirche und legt eine Beichte ab. Besics Haus im grenznahen Gebiet Frankreichs wird unterdessen von Odetzkis Zuschauern dauerbelagert, so dass die Familie von der französischen Polizei an einen anderen Ort gebracht wird. 
Als Palu und Deininger zu Odetzkis Haus fahren, stellen sie fest, dass das Polizeisiegel gebrochen wurde. Herr Odetzki hat zwei Koffer aus dem Haus herausgeholt, obwohl niemand das Haus betreten durfte. Die Beamten stellen fest, dass aus Petra Odetzkis Arbeitszimmer zwei Aktenordner fehlen. Tom Odetzki, der die Moderation von seiner Frau übernimmt, heuert zwielichtige Privatdetektive und Ernst Glogowski, den Sicherheitsmann der Produktionsfirma, an, Besic zu fangen und in der Sendung vorzuführen, ohne die Polizei zu beteiligen. Anschließend hetzt er das Studiopublikum gegen Besic auf. Die Zuschauer sollen in der Sendung und nicht bei der Polizei anrufen, man würde die Infos angeblich an die Polizei weiterleiten. Palu warnt Odetzki, dass er ihn stoppen werde, wenn er so weitermache, doch dieser gibt sich unbeeindruckt. Die beiden Detektive, bei denen es sich eher um Gangster handelt, planen, die Tochter von Besic zu entführen, um diesen unter Druck zu setzen. Glogowski, der früher Polizist war, versucht, illegale Methoden bei der Suche zu verhindern, doch Odetzki macht ihm klar, dass die beiden Gangster alle Methoden anwenden dürften. Tom Odetzki hat ein heimliches Verhältnis mit Annette. Odetzki findet heraus, in welches Hotel die französische Polizei Besics Familie verbracht hat, und schickt die Gangster dorthin. 
Die Gangster bereiten die Entführung von Besics Kind vor. Glogowski versucht, das zu verhindern, doch die Gangster bedrohen ihn. Glogowski kündigt an, auszusteigen. Odetzki verlangt unterdessen aufgrund seines großen Erfolges deutlich bessere Konditionen. Palu und Deininger suchen Besics Zahnarzt, einen serbischen Landsmann, auf. Dieser hat eine Prothese für Besic hergestellt. Palu sagt dem Zahnarzt, er müsse sich bei der Polizei melden, wenn Besic auftauche. Deininger findet unterdessen anhand der Patientendatei heraus, dass Besic am Vortag in der Praxis war und der Zahnarzt gelogen hat. Palu ordnet die Observierung der Praxis an. Als die Beamten die Praxis verlassen haben, tauchen dort die beiden Gangster auf. Palu befragt Glogowski, dieser wird bei Odetzki kündigen. Er erzählt Palu, dass Odetzki über die Schritte der Polizei genau Bescheid wisse, es müsse einen Maulwurf bei der Polizei geben. Er erzählt Palu von den Methoden der beiden angeblichen Privatdetektive und gibt Palu sein Fahrtenbuch, da er auch als Fahrer für Petra Odetzki fungierte. Weiterhin gesteht er Palu, Petra Odetzki eine Waffe besorgt zu haben. 
Palu erfährt von Odetzkis Steuerberater, dass Tom nichts mehr im Haus gehört habe und er vor zwei Wochen zu Annette, seiner Geliebten, gezogen sei. Petra habe die Scheidung eingereicht und sich auch beruflich von ihrem Mann trennen wollen. Sie hätte dann ohne ihn Karriere gemacht. Die Gangster bedrohen unterdessen den Zahnarzt und erfahren den Aufenthaltsort von Besic. Deininger, der die Praxis observiert hat, folgt den Gangstern mit dem Zahnarzt als Geisel zu der Kirche, in der sich Besic versteckt hält. Dort stellt sich Besic, nachdem die Gangster den Popen bedroht haben. Odetzki und seine Crew fahren zur Kirche, um live seine Ergreifung zu feiern. Sie dirigieren sogar ihre Zuschauer zur Kirche. Palu und Deininger mutmaßen, dass ihre Sekretärin Frau Braun, die ein Fan der Sendung ist, der Maulwurf ist. Palu schafft es, vor der sensationsgierigen Meute in der Kirche zu sein und die beiden Gangster zu entwaffnen. Allerdings ist noch keine Verstärkung vor Ort, so dass die Kirche fast von dem rachelüsternen Mob gestürmt wird. Palu fragt Deininger, ob dieser Petra Odetzki ermordet hat, er bestreitet das, sein Zahnarzt bestätigt das Alibi, Besic war zur Tatzeit bei ihm in Behandlung. Unterdessen dringt der Mob in die Kirche ein. Palu gelingt es mit Mühe, einen Lynchmord an Besic zu verhindern, bis die Verstärkung eintrifft. 
Annette läuft weg, nachdem der Lynchmord an Besic gescheitert ist, Odetzki rennt ihr hinterher in ein Waldstück. Dort erzählt Annette ihm, dass Besic sterben müsse, damit niemand erfährt, dass sie Petra Odetzki ermordet hat. Er ist schockiert, woraufhin diese ihm vorwirft, ihr doch die Waffe gegeben und sie somit zum Mord an Petra aufgefordert zu haben. Er hingegen schreit sie an, sie habe die Waffe doch nur verstecken wollen. Als er meint, sie sei krank, erschießt Annette Tom Odetzki und versucht danach, Palu, der mittlerweile die beiden eingeholt hat, zu töten. Das Kamerateam von Zielscheibe kommt hinzu, so dass Annette von Palu ablässt und sich stattdessen selbst erschießen will, was Palu verhindert, indem er sie entwaffnet. Bei der Sendeleitung um Dr. Dreyer, die die gelungene Liveübertragung verfolgt hat, beschließt man die Nachfolge der Moderation, so dass das erfolgreiche Format sein zynisches Spiel fortsetzen kann.

## Rezeption

### Einschaltquoten
Zielscheibe erreichte bei seiner Erstausstrahlung am 14. Oktober 2001 insgesamt 6,20 Mio. Zuschauer, was einem Marktanteil von 18,3 % entsprach.

### Kritiken
TV Spielfilm urteilte: „Etwas überzogen, aber überzeugend“.